# Lysandra hyacinthus
Lysandra hyacinthus är en fjärilsart som beskrevs av Lewis 1795. Lysandra hyacinthus ingår i släktet Lysandra och familjen juvelvingar. Inga underarter finns listade i Catalogue of Life.